# Cerapteryx gramineus
Cerapteryx gramineus är en fjärilsart som beskrevs av George Francis Hampson. Cerapteryx gramineus ingår i släktet Cerapteryx och familjen nattflyn. Inga underarter finns listade i Catalogue of Life.